# Ільїнське (Сахалінська область)
Ільїнське (рос. Ильинское) — село у Томарінському міському окрузі Сахалінської області Російської Федерації.
Населення становить 649 осіб (2013).

## Історія
З 1905 по 3 вересня 1945 року у складі губернаторства Карафуто Японії, відтак у складі Томарінського міського округу Сахалінської області.

## Населення
| 1925 | 1935  | 1959  | 1970  | 1979  | 1989  | 2002 |
| ---- | ----- | ----- | ----- | ----- | ----- | ---- |
| 1467 | ↗2618 | ↗4305 | ↘2835 | ↘1597 | ↘1311 | ↘904 |
| 2010 | 2013  |       |       |       |       |      |
| ↘686 | ↘649  |       |       |       |       |      |